# たわわちゃん
たわわちゃんは、京都府京都市下京区にある京都タワーのマスコットキャラクターである。
元々はタワーの開業40周年に際し社員用バッジのために作られた名もないキャラクターで、取引相手や社員の友人などに無料で渡していた程度だったが、キャラクターの評判が口コミにて広まった。その後名前が公募され、京都府在住の女性が応募した「たわわ」が採用され、2004年12月より正式なキャラクターとして活動を開始した。
デザインは大阪府大阪市にある「桜井デザイン」所属のイラストレーター、もへろんである。

## たわわちゃんのキャラクター使用終了
2024年8月7日をもって、たわわちゃんキャラクター全事業の終了が発表された。
作者のもろへんは、2024年7月20日にたわわちゃん終了についてコメントを発表。その中で、使用を開始してから20年間、たわわちゃんのキャラクター使用料は無償に近く、使用料設定の交渉も門前払いだったとし、2024年使用料の交渉を京阪ホテルズ&リゾーツから一方的に打ち切られたと公表した。この経緯によりもろへんは「作家／クリエイターへの扱い・認識の問題であり、コンプライアンスにおいてお付き合いできる企業ではない」としてキャラクター事業を終了させ、グッズの中で一部ライセンス無断使用や売り上げ申告漏れがあり、弁護士をまじえて交渉していると報告した。尚、たわわちゃんの権利はもへろんに戻ったとのこと。
これに対し、京阪ホテルズ&リゾーツは、「当社の見解とは大きく異なる。」と説明した。なお2024年4月からネーミングライツ契約を行なっているニデックは、この件については関係ないとしている。

## プロフィール
- 名前：たわわちゃん
- 出生地：JR京都駅前
- 性格：おっとりした性格[5]
- チャームポイント：色白・スマート
- 趣味：京の街を展望すること
- 好きな言葉：まごころ
- あこがれ：舞妓さん
- 特技：琴
- 好きな唄：丸竹夷
- 好きなタイプは「背の高い人」で、2007年2月のバレンタインデーには東京タワーのマスコット「ノッポン兄弟」にチョコを贈っており、以降2015年2月時点でバレンタインプレゼントを合計7回（そのうち3回は直接手渡し）を行っている[6]。

## 概要
- 京都タワーを模してデザインされた。
- 京都タワービル内でオリジナルグッズが販売されている。
- 着ぐるみがある。
- パーサくん、コトノちゃんと交流があり、サンガタウンへ京都サンガF.C.の練習を見学に行くこともある。
- 京言葉を話す。

- 2013年11月、オーディションで選ばれた小学3年～中学1年の8人「たわわキッズダンサーズ」が誕生した。

## 主な出演実績
メディアなどへの主な出演実績。
- FNS26時間テレビ 国民的なおもしろさ!史上最大!!真夏のクイズ祭り 26時間ぶっ通しスペシャル（2006年7月15日から翌日に放送） - 「FNS28局お国自慢 史上最大のホンモノはどれだ?」に出演。
- めちゃ×2イケてるッ!（2009年4月11日放送） - 「中居・ナイナイ日本一周の旅」では、海老の天ぷらのセットを抱えてスイングを披露した。
- 第17回統一地方選挙（2011年4月10日実施） - 京都市選挙管理委員会が作成した広報ポスターに使用される[7]。